# Siemens-Schuckert R.I
Le Siemens-Schuckert R.I. est un bombardier biplan allemand de la Première Guerre mondiale.